# Aude
Aude (IPA: [od]) a 83 eredeti département egyike, amelyeket a francia forradalom alatt 1790. március 4-én hoztak létre.

## Elhelyezkedése
Franciaország délii részén terül el, Okcitánia régió (2015 végéig Languedoc-Roussillon régió) része. A megyét keletről a Földközi-tenger, délről Pyrénées-Orientales, nyugatról Ariège és Haute-Garonne, északról pedig Tarn és Hérault megyék határolják.

## Települések
A megye legnagyobb városai 2011-ben:

| Település          | Népesség |
| ------------------ | -------- |
| Narbonne           | 51 546   |
| Carcassonne        | 47 268   |
| Castelnaudary      | 11 753   |
| Limoux             | 10 130   |
| Lézignan-Corbières | 10 539   |
| Coursan            | 6 050    |
| Trèbes             | 5 308    |
| Port-la-Nouvelle   | 5 713    |
| Cuxac-d’Aude       | 4 253    |
| Sigean             | 5 377    |

## Galéria

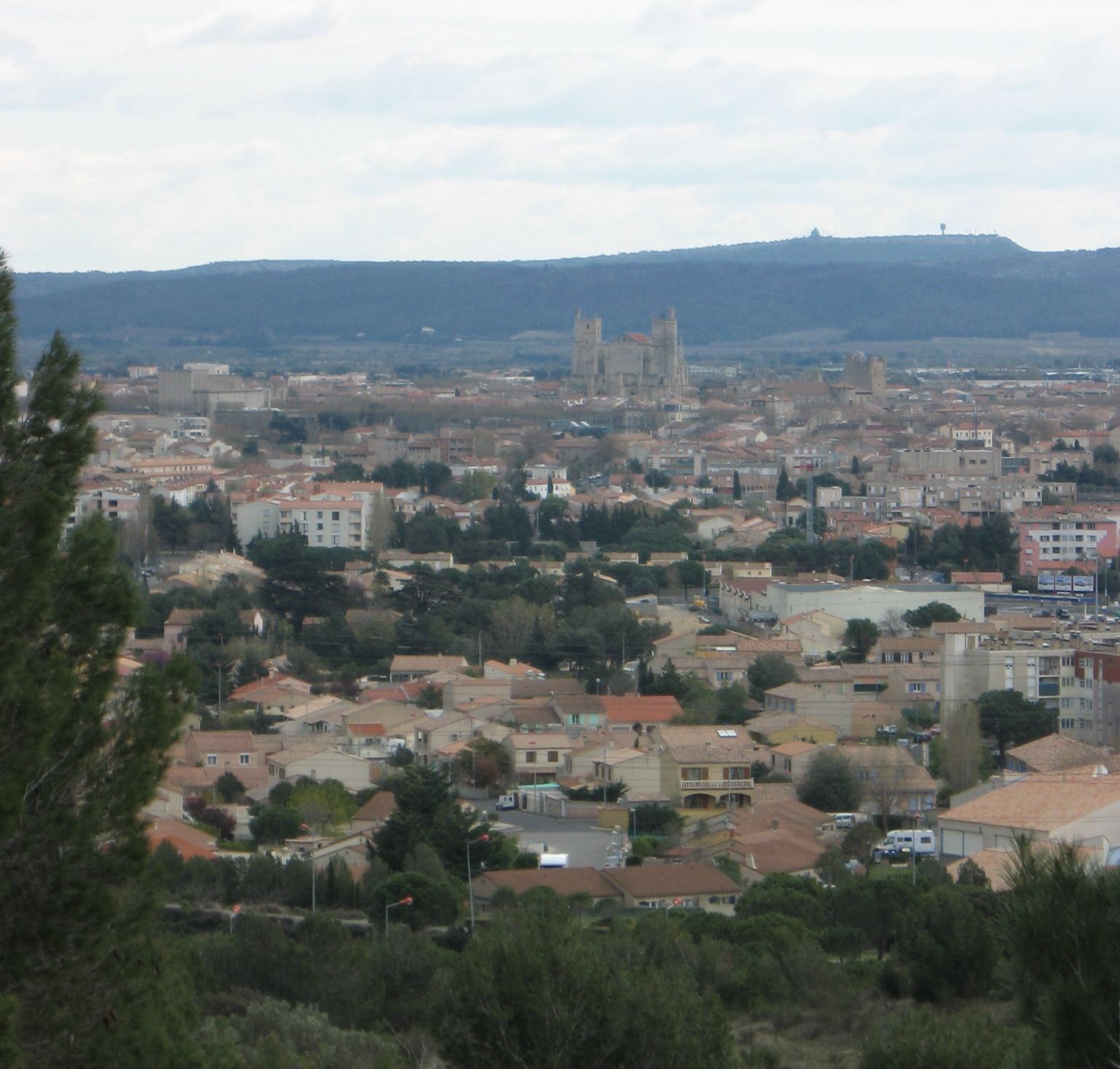
Narbonne
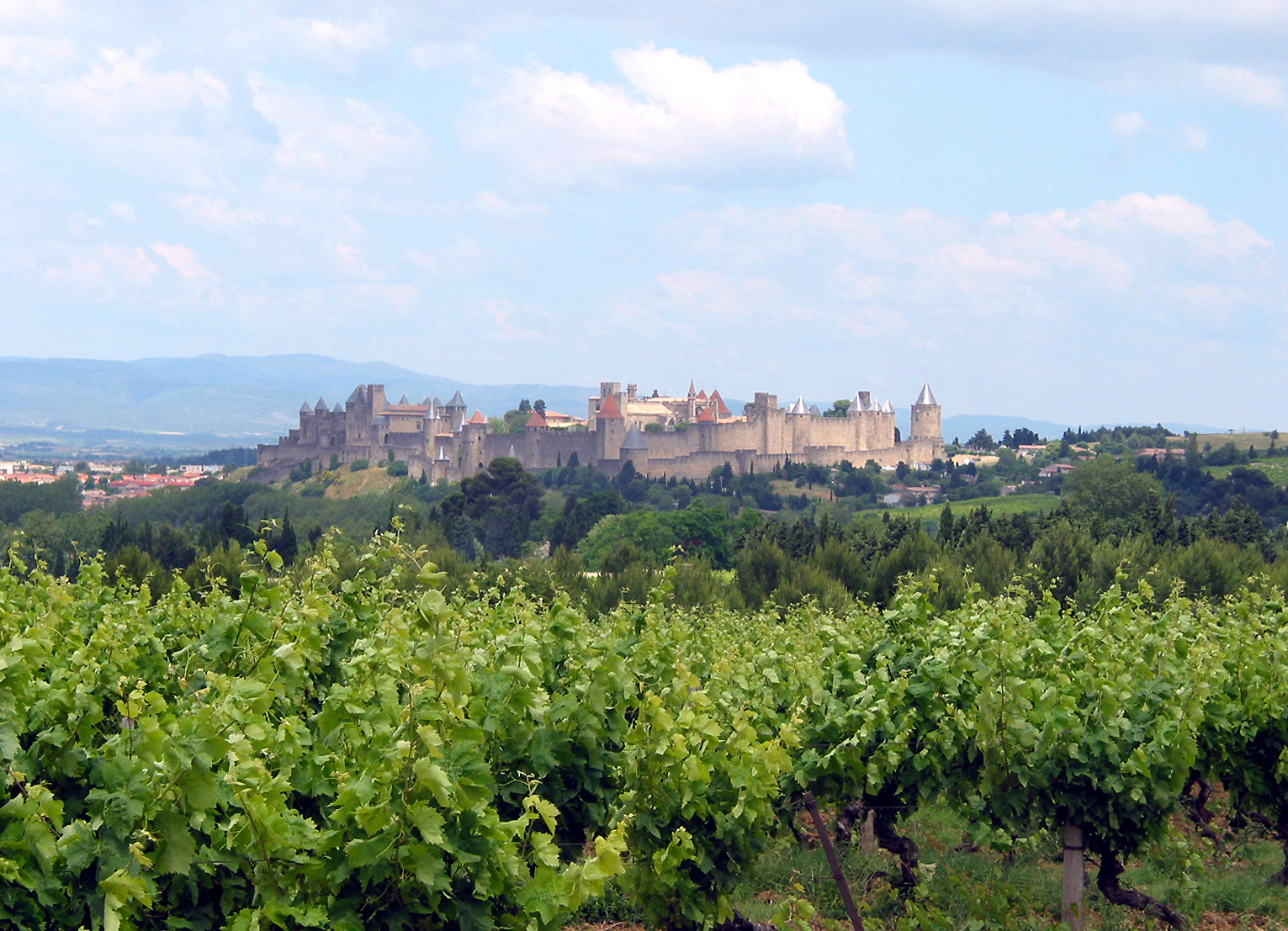
Carcassonne
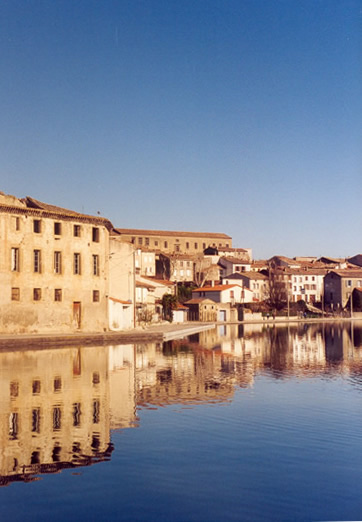
Castelnaudary
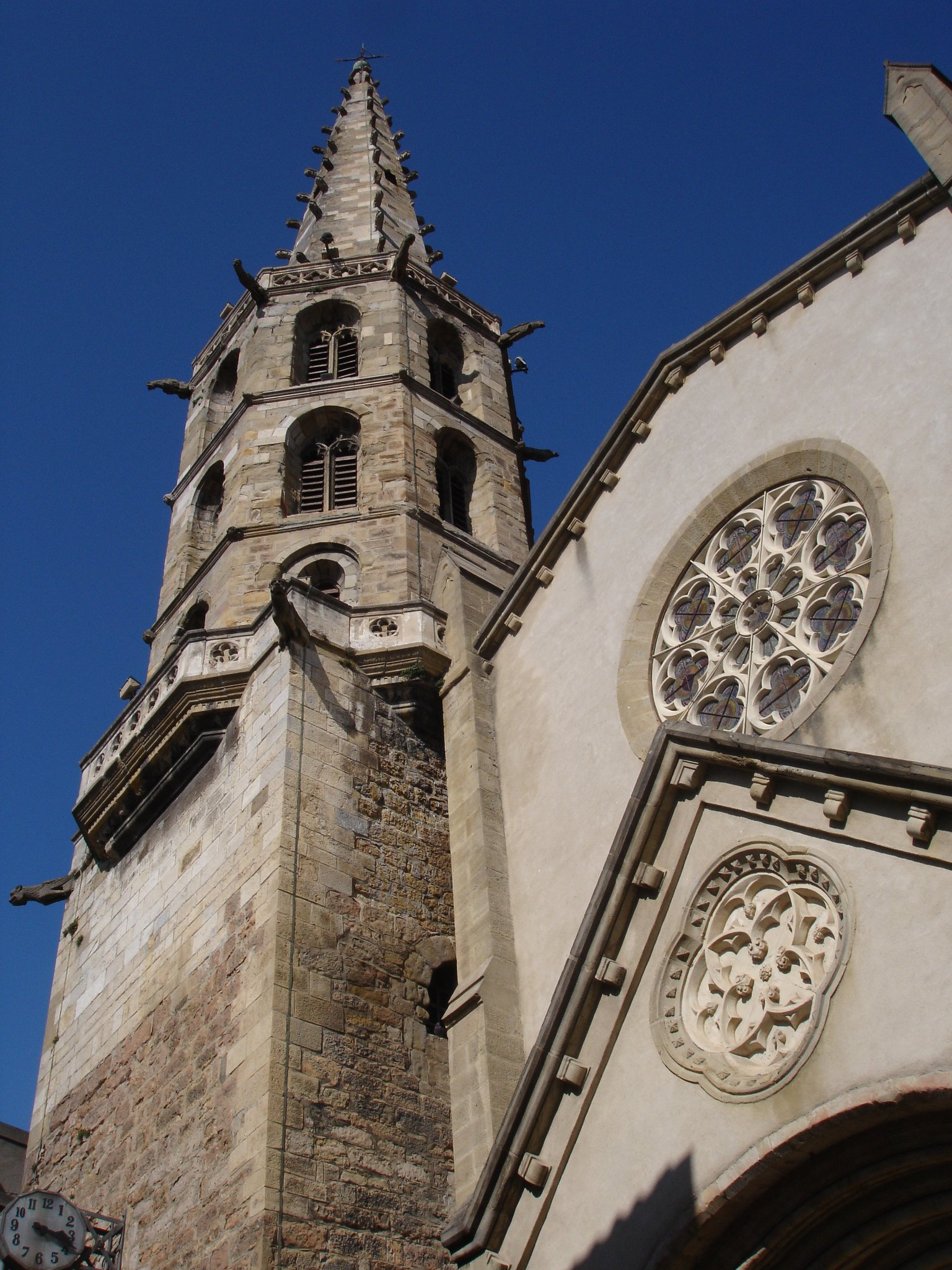
Limoux